# Echeandia vestita
Echeandia vestita är en sparrisväxtart som först beskrevs av John Gilbert Baker, och fick sitt nu gällande namn av Robert William Cruden. Echeandia vestita ingår i släktet Echeandia och familjen sparrisväxter. Inga underarter finns listade i Catalogue of Life.